# Finnish International 1992
Die Finnish International 1992 fanden vom 18. bis zum 22. März 1992 in der Helsingin Urheilutalo in Helsinki statt. Es war die dritte Austragung dieser internationalen Meisterschaften von Finnland im Badminton. Das Preisgeld betrug 15.000 US-Dollar, was dem Turnier zu einem Ein-Sterne-Status im Grand Prix verhalf.

## Medaillengewinner
| Disziplin    | Gold                                   | Silber                                    | Bronze                          |
| ------------ | -------------------------------------- | ----------------------------------------- | ------------------------------- |
| Herreneinzel | Poul-Erik Høyer Larsen                 | Thomas Stuer-Lauridsen                    | Peter Axelsson                  |
| Herreneinzel | Poul-Erik Høyer Larsen                 | Thomas Stuer-Lauridsen                    | Joko Suprianto                  |
| Dameneinzel  | Pernille Nedergaard                    | Elena Rybkina                             | Joanne Muggeridge               |
| Dameneinzel  | Pernille Nedergaard                    | Elena Rybkina                             | Helen Troke                     |
| Herrendoppel | Peter Axelsson Pär-Gunnar Jönsson      | Rudy Gunawan Haditono Dicky Purwotjugiono | Andrei Antropow Nikolai Sujew   |
| Herrendoppel | Peter Axelsson Pär-Gunnar Jönsson      | Rudy Gunawan Haditono Dicky Purwotjugiono | Max Gandrup Jan Paulsen         |
| Damendoppel  | Lisbet Stuer-Lauridsen Marlene Thomsen | Natalja Ivanova Elena Rybkina             | Silvia Anggraini Eny Oktaviani  |
| Damendoppel  | Lisbet Stuer-Lauridsen Marlene Thomsen | Natalja Ivanova Elena Rybkina             | Bożena Bąk Wioletta Sosnowska   |
| Mixed        | Max Gandrup Marlene Thomsen            | Jan Paulsen Fiona Smith                   | Denny Kantono Zelin Resiana     |
| Mixed        | Max Gandrup Marlene Thomsen            | Jan Paulsen Fiona Smith                   | Andrei Antropow Natalja Ivanova |